# Turó de Ca l'Arquer
El Turó de Ca l'Arquer és una muntanya de 353 metres que es troba al municipi d'Arenys de Munt, a la comarca del Maresme.